# 1944 في اليونان
فيما يلي قوائم الأحداث التي وقعت خلال عام 1944 في اليونان.

## سياسة

### تعيين في المنصب
- 26 أبريل – جورجيوس باباندريو رئيس وزراء اليونان.

## مواليد

### نوفمبر
- 19 نوفمبر – أجنس بالتسا

## وفيات

### ديسمبر
- 3 ديسمبر – أندرو أمير اليونان والدنمارك (مواليد 1882) ضابط يوناني.